# Josep Blanc i Benet
Josep Blanc i Benet (Barcelona, 3 de gener de 1856 - la Canonja, 6 de març de 1923) fou un metge internista, pediatre i higienista català.
Es llicencià en medicina a la Universitat de Barcelona i es doctorà a Madrid el 1881. Fou director del dispensari per a infants pobres a l'hospital del Sagrat Cor, que defensava l'acció en la línia de la “pediatria social”.
Ingressà a l'Acadèmia de Medicina de Catalunya el 1909 amb un discurs sobre Balance higiénico de los modernos sistemas de moral.
Vivament interessat per l'higienisme, era membre de la junta directiva de la Lliga Barcelonina d'Higiene Escolar. Dins la línia higienista proposà la protecció de les obreres embarassades i contribuí a l'establiment de menjadors socials per a elles i els seus fills.
Fou vocal de la Junta provincial per a la Protecció de la Infància de Barcelona.
Fou l'ànima i la coordinació de la revista El sentido católico de las ciencias médicas, vinculada a la Societat Mèdico-Farmacèutica dels Sants Cosme i Damià, de la qual era membre fundador. Entitat que, enfront del sector mèdic laïcista, defensava la compatibilitat entre ciència i cristianisme.
Es posicionà, a través d'articles en la premsa, sobre qüestions deontològiques i morals. Diverses monografies seves participen dels intensos debats educatius coetanis des del punt de vista del sector més ortodox i conservador del catolicisme com ara Ensayo crítico sobre la coeducación de los sexos o bé Asuetos y diversiones. Així mateix, són nombrosos els articles de divulgació de l'higienisme a la premsa barcelonina com ara La Veu de Catalunya.
Des del seu catalanisme participà activament en els Congres de Metges de Llengua Catalana de Barcelona, Tarragona i Girona.
Morí al mas Vidal de la Canonja el març de 1923.

## Publicacions
- Datos para una bibliografia quirúrgica española. Barcelona: Casa Povincial de Caritat, 1885
- La moral del joven. Barcelona: Librería y Tipografía Católica, 1909.
- Ensayo crítico sobre la coeducación de los sexos. Barcelona: P. Santmartí, 1912?
- Asuetos y diversiones. Barcelona: Elzeviriana, 1916.
- La procacidad infantil. Causas de adquirirla, sus consecuencias, medios para evitarla. Barcelona: Impremta. i Llibreria de V. F. Perelló, [post. a 1916]